# ТМЭ2
Тепловоз ТМЭ2 — тепловоз маневровый с электрической передачей с осевой формулой 3О−3О.
Внешне не имеет никаких отличий от ТМЭ1, но на нём установлен менее мощный дизель LOCAT 3508/631 «Caterpillar» мощностью 920 кВт. ТМЭ2 предназначен для работ на железнодорожных станциях со средней загрузкой.
По состоянию на июль 2012 года изготовлено три тепловоза серии. Все работают в Минске.